# Fg
fg — одна зі стандартних утиліт POSIX-систем, службовців для управління процесами. Команда дозволяє відновити роботу припиненого процесу або вивести його з фонового режиму.

## Приклад використання
Найчастіше команда використовується для виведення всіх фонових і призупинених процесів:
```
fg

```

Для того, щоб «розбудити» процес, слід передати команді один параметр:
```
fg
 
%job

```

де job — id процесу.